# 古本
古本（德語：Guben，發音：[ˈɡuːbn̩] ⓘ；1961年—1990年间名为威廉·皮克城古本 (Wilhelm-Pieck-Stadt Guben)；波兰语）是德国勃兰登堡州施普雷-尼斯县的城市，面积43.99平方千米，2023年12月31日人口为16,210人。